# Pteroplius acuminatus
Pteroplius acuminatus là một loài bọ cánh cứng trong họ Cerambycidae.